# The Swedish Chef
The Swedish Chef (El xef suec) és un personatge fictici dels Muppets. És un titella que representa un cuiner que parla en un idioma incomprensible d'influència escandinava. Originàriament va ser interpretat per Jim Henson i Frank Oz simultàniament, amb Henson fent la veu i movent el titella i amb Frank Oz utilitzant les seues mans reals per a representar les del cuiner. The Swedish Chef és interpretat actualment per Bill Barretta. La seua primera aparició va ser el programa especial The Muppet Show: Sex and Violence (1975).
El personatge realitza els seus esquetxos a una cuina, a mode de paròdia dels programes de cuina de la televisió. L'esquetx comença amb el cuiner cantant la seua cançó identificativa, mentre mou estris de cuina. A continuació, parlant en fals suec, explica que va a cuinar una recepta, sovint estrafolària, que acaba malament. Des de 2010, el personatge duu un anell de matrimoni a un dels seus dits.

## Inspiració
S'ha afirmat que el personatge va estar inspirat en algun cuiner real. Un dels exemples donat és el de Friedman Paul Erhardt, un alemany-americà que feia de cuiner a la televisió amb el nom de "Chef Tell". Un altre exemple és Lars "Kuprik" Bäckman, un cuiner suec. Bäckman afirma que una poc reeixida aparició seua a una de les primeres edicions de "Good Morning, America", va captar l'atenció de Jim Henson, qui més tard hauria comprat els drets a l'enregistrament i per a crear l'alter-ego en titella de Bäckman. L'accent de Dalarna de Bäckman explicaria l'estranya pronúncia del personatge. El guionista Jerry Juhl va negar esta teoria i va insistir que el personatge no tenia cap inspiració en un personatge real: "vaig escriure, assajar, reescriure, fer brainstorming, i balbucejar mil vegades amb Jim Henson durant el procés de creació del personatge, i no vaig escoltar-lo ni una sola vegada esmentar a cap xef suec".
Segons va declarar Brian Henson a una de les seues introduccions del Muppet Show, Jim Henson tenia una cinta anomenada "Com parlar fals-suec", que va utilitzar per a crear la parla del personatge. Henson practicava entrehores els gags i l'accent, que acabarien consolidant al personatge.
La idea d'un cuiner que parlara amb un accent estrany no era nova. Un antecedent és un personatge creat per a una fira alimentària a Hamburg el 1961. Henson fou convidat pel Departament d'Agricultura dels Estats Units, i va realitzar diferents esquetxos amb els personatges de Sam and Friends, incloent-hi un on el personatge d'Omar feia de cuiner mentre parlava en un idioma incomprensible amb accent alemany.

### Percepció a Suècia
Els suecs, generalment, tenen una mala imatge del personatge. La xerrameca inintel·ligible del personatge té un to més proper al noruec que no al suec. Quan interaccionen amb gent d'altres països, als suecs se'ls pregunta sovint pel personatge, la qual cosa troben pesada. En el doblatge alemany del programa, el personatge és danès.

## Cröonchy Stars
El 1988 es van distribuir uns cereals per al desdejuni basats en el personatge del cuiner.